# スーパーストラト

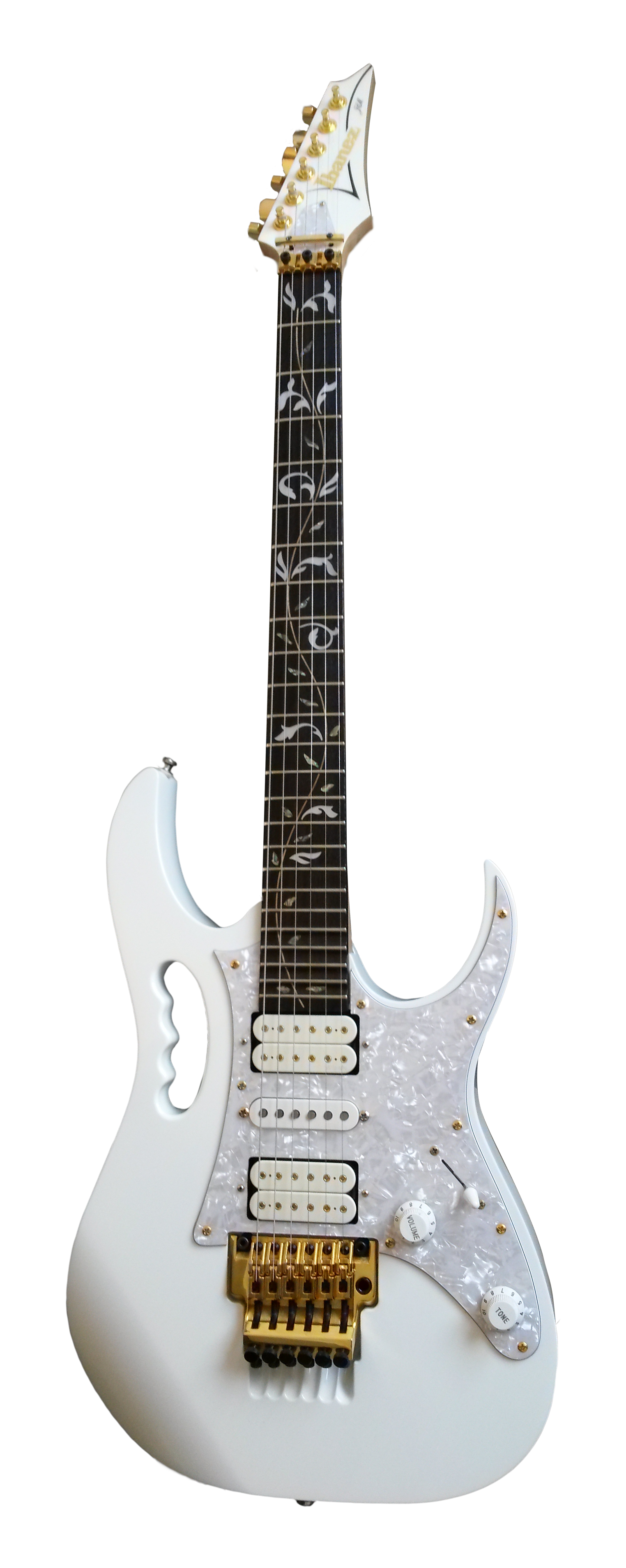
Ibanez JEM。深いカッタウェイ、HSHピックアップ、ロッキングトレモロ、24フレットのフラットスリムネックを備え、尖ったボディシェイプを特徴とする、典型的なスーパーストラトである

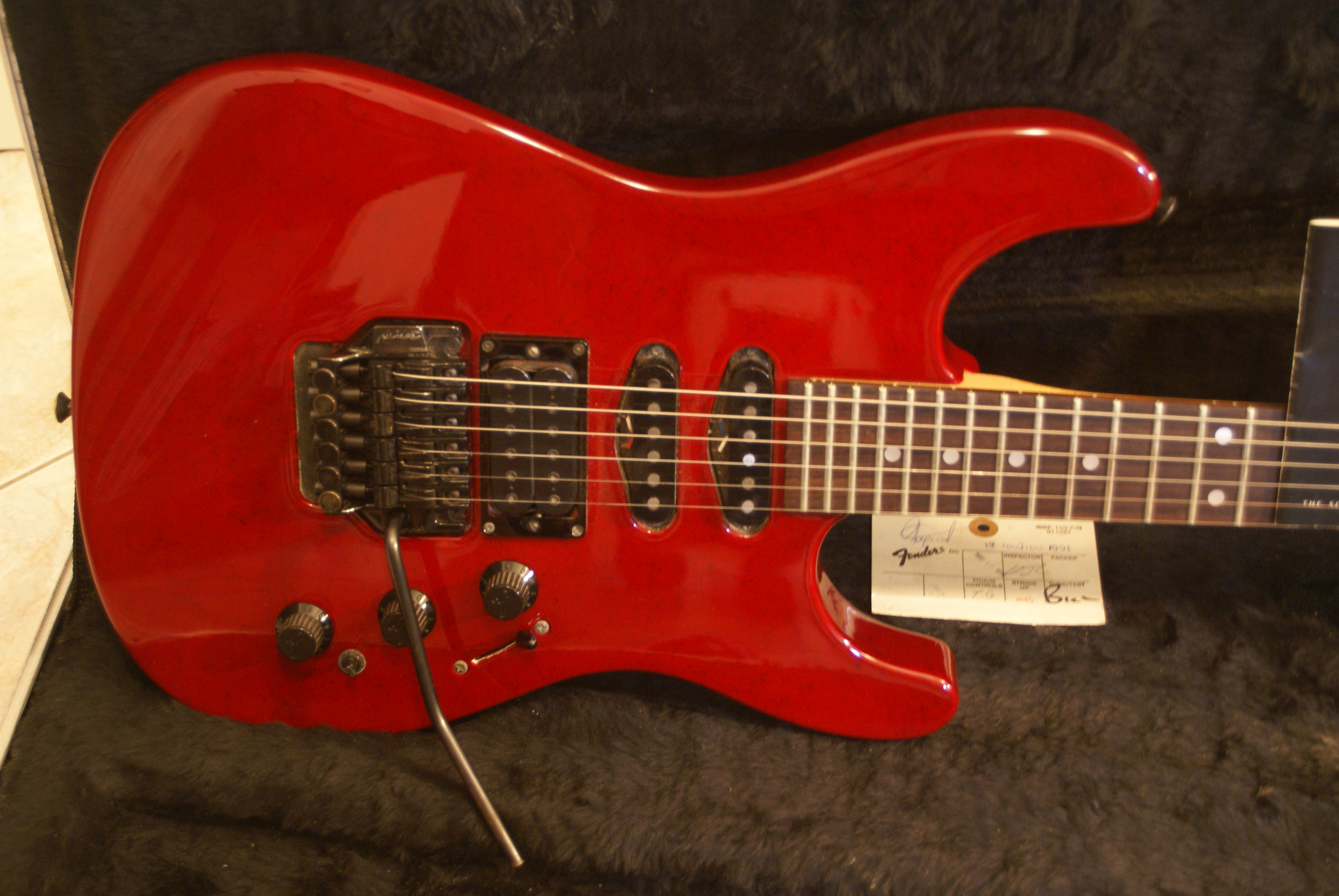
1990年製のフェンダーUSAのHMストラト

スーパーストラト（英: Superstrat）は、フェンダー・ストラトキャスターを始祖としながら、ハードロック/ヘヴィメタルに対応する為に通常のストラトキャスターにはない特徴をそなえたエレキギターである。従来のストラトキャスターに比べ、フレット数の増加、サイズの小さい尖った外観のボディとヘッドストックの形状、さまざまな材、ハイフレットへのアクセスを容易にするための深いカッタウェイ、輪郭のあるヒール形状、ハムバッキングピックアップの採用といった特徴を有し、一般的にフロイドローズブリッジを代表とするロックトレモロシステムが多用されている。代表的なモデルだったジャクソン・ギターズのディンキーモデルに倣い、ディンキータイプとジャンルとして呼称される事もある。

## 歴史

### 起源

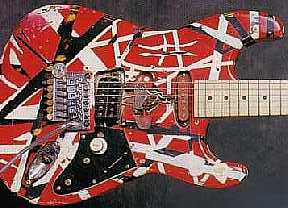
エディ・ヴァン・ヘイレンのフランケンストラト。広く知られている、赤をベースに白と黒の模様が施されたバージョン。実際の各色の塗装順は黒を塗った後に白、そのあとに赤である。それぞれの色を吹付けた後に残したい部分をテープマスキングし、次の色を吹付けるのである。

1980年代初頭にヘヴィメタルの人気が高まると、ギタリスト達は、見た目（先の尖ったアグレッシブなデザイン）とプレイアビリティ（演奏のしやすさ、ハイゲインアンプに接続した際により快活でより大きなトーンを出せるもの）の両方で、新しいスタイルに適したギターを探し始めた。リッチー・ブラックモア、ウリ・ジョン・ロート、デイヴ・マーレイといったギタリストは、それまでフェンダー・ストラトキャスターを使用していたが、それぞれのプレイスタイルに合わせて自分の楽器に若干の改造を加えていった。
リッチー・ブラックモアはスーパーストラトの特徴を備えたギターを作った最初の一人である。当時入手可能なオリジナルのストックモデルの市販ギターのパフォーマンスに不満を抱いた彼は、1974年のマンチェスターのコンサート写真に見られるように、彼のアクロバティックな演奏スタイルに合うハイブリッドな楽器を作ろうとした。
エドワード・ヴァン・ヘイレンもまた、スーパーストラトにおける先駆者であった。フェンダー・ストラトキャスターに元々搭載されていたシングルコイルピックアップはノイズが多く、ハイゲインなサウンドをアンプで生み出すには出力が不十分であったが、シンクロナイズド・トレモロや、ボディ形状、広いピッチ範囲は彼にとって魅力的であった。彼はストラトキャスターのボディと21フレットの薄いメイプルネックを組み合わせ、ギブソンPAFピックアップをリア側に取り付けた。"Frankenstrat"（フランケンストラト）として知られる熱心な工夫を凝らしたこのギターは、ヴァン・ヘイレンのデビューアルバム、『Van Halen』で紹介され、アルバムのジャケット写真にも描かれた。このギターは後に赤に塗り替えられ、長年にわたってさまざまなハムバッカーが搭載された。
ヴァン・ヘイレンのフランケンストラトが最初のスーパーストラトであると多くの人が信じているが、パーラメントやファンカデリックのマイケル・ハンプトンは、1970年代半ばから後半にかけてのバンドのツアー中に、3つのハムバッキングピックアップとリバースヘッドストックを備えたサンバーストカラーのストラトキャスターをしばしば用いた。このギターは、1976年に撮影されたDVD George Clinton：The Mothership Connectionで見ることができる。
やがて、他のギタリストやギタービルダーも同様のカスタムを楽器に取り入れるようになる。多くの文献では、グローバー・ジャクソンは1981年にスーパーストラトの全ての特徴を備えたカスタムショップギターを作り上げ、スーパーストラトの製作において最初の、そして影響力のあるギターメーカーのひとつであるとされている。後にこれらのギターに施されたすべての改良は、工場で生産されたジャクソンのソロイストモデルに統合される事となった。

### 大量生産
1983年から1984年頃にかけて、クレイマー、ジャクソン、シャーベル、ヤマハ、アリア、アイバニーズ、ヘイマーなどの企業が、市場の需要の高まりからスーパーストラトデザインのギターの大量生産を開始した。これらのギターは、ヘヴィメタルの人気の高まりによって、より薄くて用途の広いネックと安定したトレモロシステムを必要とする、高速で複雑なテクニックを追求する新世代のギタリストの目に留まることとなった。例としては以下のようなギターが挙げられる。
- クレイマー・バレッタ（1983–1991）– 弦に対して斜めに配置されたハムバッカーとフロイド・ローズを採用したした初期のギターであるが、ネックとボディのコンターは伝統的なものである。バレッタは、エドワード・ヴァン・ヘイレンのフランケンストラトと密接な関係がある。これは、彼のシグネチャーモデルとして販売されるように設計されたが、本人はステージでの演奏でバレッタを使用することはなかった。

- ディーン・ベルエア（1983–1984）- 22フレットとヴィンテージトレモロを備えたボルトオンネック構造を使用しているが、スーパーストラトと呼ばれることがある。

- ジャクソン・ソロイスト（1984年8月28日から正式に製造）– スルーネック構造、SSH配置のピックアップ、24フレット、フロイドローズ/ケーラートレモロシステムといった、スーパーストラトに関して多くのギタリストが求めるものが備わっており、スーパーストラトの最初の決定版とも言える。

1980年代の後半、マーケティングの成功により多くのニーズを得たほとんどのギターメーカーは、少なくともひとつのスーパーストラトモデルを大量生産していた。
前述したメーカー以外には、フェルナンデス、シェクター、カーヴィン、ESPなどが挙げられる。

### フェンダーの反応

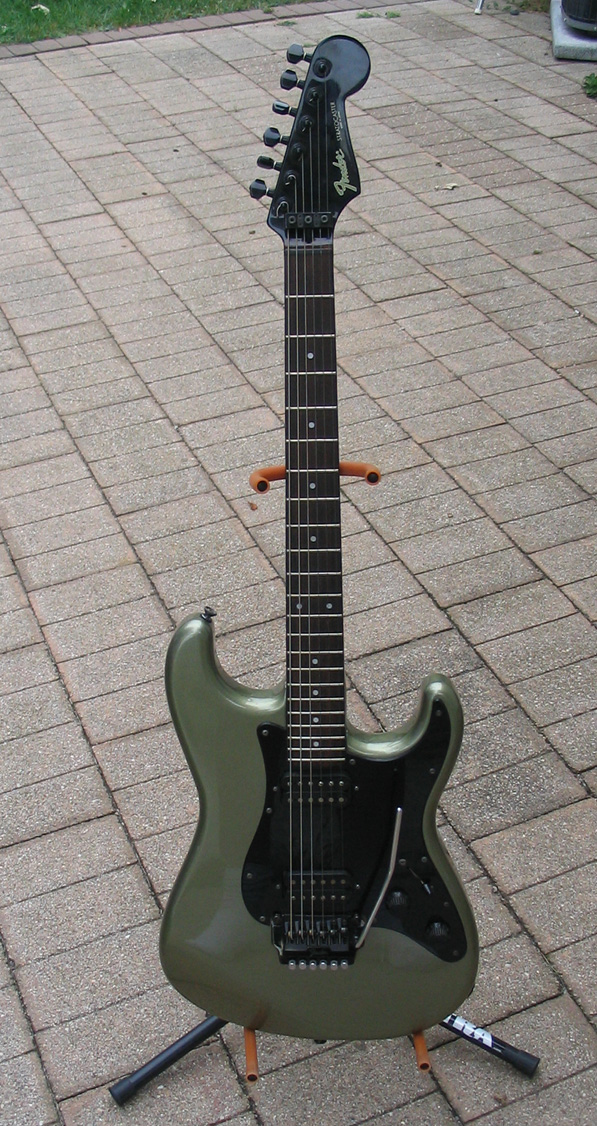
フェンダー・コンテンポラリー・ストラトキャスター・ジャパン。スーパーストラト市場でのフェンダーの試みの1つ

フェンダーは、1980年代半ばにスーパーストラトの流行に対応し、標準的なストラトキャスターをベースとした多くのモデルを生み出した。
- フェンダー・コンテンポラリー・ストラトキャスター・ジャパン (1984–1987)
- フェンダー・パフォーマー (1985–1986)
- フェンダー・HMストラト (1988–1992)
- フェンダー・プロディジー (1991–1993)
- フェンダー・ショーマスター (1998–2009)

また、1989年から1993年まで「フェンダー/ハートフィールド」（Fender/Heartfield）のブランド名で、タロン（Talon）のようないくつかのスーパーストラトモデルをリリースした。

### ギブソンの反応

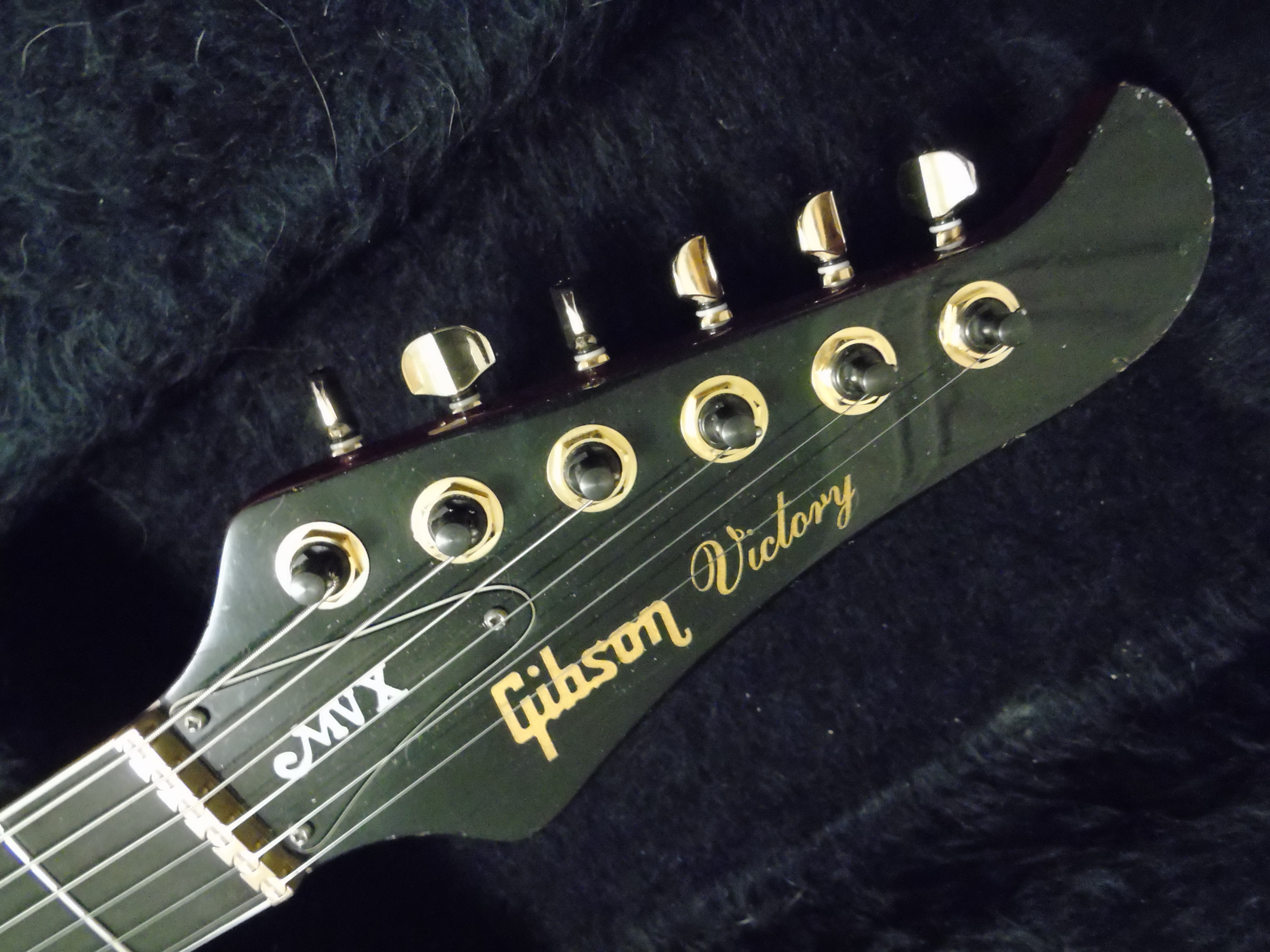
ギブソン・ビクトリーMVXのヘッドストック。調整可能な真鍮ナットおよび、ロック式のセルフトリミングマシンヘッドが装着される

ギブソンは、スーパーストラトからインスピレーションを得たいくつかのモデルを作成した。
- ギブソン・ビクトリーMVX（1981–1984） - 最初のモデルは、閉鎖される前にカラマズー工場に残っていた最後の44人のビルダーによって手作りされ、その後のモデルは、ナッシュビルのオートメーションを使用して工場で製造された。これまでに2000本しか製造されておらず、それらはミシガン州カラマズーのギブソンの研究開発チームによって製作され、チャック・バージがボディワークを、ティム・ショーがピックアップを選別した。MVはマルチボイス（Multi Voice）を表す。
- ギブソン・WRC（1985–1986） - 初期の希少なウェイン・シャーベルモデル。ウェイン・シャーベルによって独占的に製造され、ギブソンブランドで販売された。
- ギブソン・US-1（1986–1991） - ギブソンにおける、スーパーストラト市場での最初の大量生産モデル。
- ギブソン・U-2（1987–1992） - US-1に続いて世に送り出された。US-1をよりシンプルに仕立て上げたもので、フィギュアドトップでないバスウッドのボディや、ドットインレイ、通常のピックアップが特徴である。
- ギブソン・Qシリーズ
- ギブソン・M-III（1991–1994、2013年再生産）

### スーパーストラト時代の終わりと現在
1990年代の初めから中頃にかけて、グランジ、ニューメタル、オルタナティブメタルなどの音楽が支持されるようになると同時に、ヘヴィメタル、特にネオクラシカルメタルの人気が低下した。それに伴いスーパーストラトの人気も低下し、新しいスタイルにより適したギターが人気を集めることとなった。スーパーストラトを主軸としていたギターメーカーは大きな損失を被り、廃業したり、大企業に買収されたりしたケースも少なからずあった。
ギルドは1988年にソリッドボディ・ギター事業から撤退し、1995年にフェンダーに買収された。ヘイマーはカマン・ミュージックコーポレーションに買収されたのち、2007年にフェンダーに再度買収され、2008年の時点では、スーパストラトのモデルは「カリフォルニアン」（Californian）のみに絞っている。
ディーンは1990年にトロピカル・ミュージックに買収され、スーパーストラトの生産は、韓国の新しい所有者によって再開された。クレイマーは1990年に倒産し、1990年代初頭にギブソンによって買収された。また、ジャクソンやシャーベルブランドは2002年にフェンダーによって買収された。
アイバニーズは1991～1993年に大きな損失を被り、GR（「Ghostrider」）、Blazer、TC（「Talman」）、RT（「Retro」）、TR（ "Traditional"）およびATKベースなどのシリーズを追加して、モデルラインナップの大幅な再構築を行わなければならなかった。また、アイスマンやジブラルタルブリッジを「ヴィンテージ」をテーマとして復活させた。この再編によって、アイバニーズは「メタルギターだけのメーカー」というイメージを払拭し、より消費者にとって魅力的なメーカーを目指したことで、会社を存続させることができた。
とはいえ、スーパーストラトは、2010年代半ばにおいてもメタル・ミュージックのギタリストや速弾きを好むギタリストの間で人気があり、多くのメーカーによって生産されている。さらに、フロイドローズ・トレモロシステムや特にハムバッキング・ピックアップの搭載など、スーパーストラトにおいて典型的ないくつかの特徴は、フェンダー公式のストラトキャスターを含め、スーパーストラトではなくストラトキャスターの亜種とされることの多い22フレット・ボルトオンネックのストラトタイプのギターにも広く見られるようになった。公式のフェンダー・ストラトキャスターのうち、少なくとも1つのハムバッキング・ピックアップ（通常リア側）が搭載されたものは、「ファットストラト」（Fat Strat）と呼ばれる。2018年時点、FenderとSquierの両方を含む全シリーズにHSS配列のファットストラトがラインナップされているほか、HSH配列のものがFender PlayerシリーズとMIM Deluxeシリーズで、HH配列のものがPlayerシリーズとSquier Contemporaryシリーズで販売されている